# Heulerberg
Das Naturschutzgebiet (NSG) Heulerberg liegt in Vaihingen an der Enz im baden-württembergischen Landkreis Ludwigsburg.
Das Naturschutzgebiet mit der Schutzgebietsnummer 1.101 liegt östlich des Ortes Riet am Westhang des Heulerbergs und hat eine Größe von 5,6 ha. Das im Naturraum des Neckarbeckens liegende Gebiet wurde früher als Steinbruch genutzt und bildet heute eine Heidelandschaft die permanent von Kiefernbewuchs freigehalten werden muss.
Bis auf einen Teil im Nordwesten ist das NSG komplett vom Landschaftsschutzgebiet Strudelbachtal umgeben. Außerdem liegt das Gebiet komplett im FFH-Gebiet Strohgäu und unteres Enztal.

## Schutzzweck
Als Schutzzweck wird in der Verordnung die Erhaltung des Sekundärbiotops zur Sicherung der Besonderheiten von Fauna und Flora, der Erhaltung der Artenmannigfaltigkeit als Forschungsobjekt sowie als naturnaher Ausgleichs- und Regenerationsraum in der Kulturlandschaft genannt.